# بئر کندوز
بئر کندوز (به فرانسوی: Bir Gandouz) یک روستا در مراکش است که در منطقه داخله وادی الذهب واقع شده‌است. بئر کندوز ۴٬۶۲۵ نفر جمعیت دارد.

## خواهرخوانده
شهرهای آلباسته، ماسا کوتزیله، کارمینیانو، کوله دی وال دالسا، فیویتسانو، پیومبینو، سوورتو و آتارفه خواهرخوانده‌های بئر کندوز هستند.